# 椿山日南子
椿山 日南子（つばきやま ひなこ、1997年2月27日 - ）は、日本の作曲家、編曲家、作詞家。岡山県倉敷市出身。

## 経歴
幼少期よりエレクトーン、ピアノを学ぶ。中学時代に作曲を志し、岡山城東高等学校音楽学類を卒業後、東京音楽大学作曲指揮専攻映画放送音楽コースに入学。
在学中に楽曲提供・キーボードサポート等を経験し、卒業後、ドリームモンスター所属の作曲家として活動する。
主な作品としてワルキューレ「唇の凍傷」を始め、THE IDOLM@STER、あんさんぶるスターズ‼︎、ラブライブ!、東山奈央、水瀬いのり、今井麻美に楽曲提供。アニメ劇伴、CM音楽等も手がけている。
クラシックやジャズの要素を取り入れた幅広い曲調を持ち、オーケストラなどの生楽器を主体とした楽曲制作を特色とする。

## 人物
聴く人が飽きない、ストーリーを感じる音楽を目指している。
小学2年生で作曲コンクールに参加したことをきっかけに作曲・編曲に関心を抱く。
ドラゴンクエストやファイナルファンタジーの音楽から強く影響を受けている。